# Допинг
Допинг је начин на који спортисти злоупотребом хемијских средстава, али и другим врстама медицинских интервенција (нпр. замена крви), покушавају да надмаше у резултатима остале спортисте или сопствене најбоље резултате на штету сопственог здравља.
Допинг није карактеристичан само за спорт, мада је ту највише коришћен, а није ни настао у спорту. Допинг су наводно користиле прво неке војске у ратовима да би на вештачки начин подигле храброст и издржљивост својих војника.
Данас је допинг редовна појава у екстремном спорту, нарочито бициклизму. Допиншки скандали су чести на тркама Тур де Франс и Ђиро ди Италија. Последње жртве допинга су најбољи бициклисти попут Јана Улриха, Бјарне Ријса, Стефана Гарцелија, Ивана Баса, Флојд Ландиса и Ленс Армстронга коме су октобра 2012. одузете свих седам титула Тур де Франса јер су освојене под утицајем допинга.
Вероватно највећи утицај до сада су били чести успеси спортиста из ДДР (Немачке Демократичне Републике). Спорт је био значајно под утицајем политике и самог Штази-ја. Спортисти ДДР-а су били често допинговани, чак и на скривни начин. Пример је Хајди Кругер, вишеструка првакиња у бацању кугле, коју су допинговали са таблетама орал-туринабол.

## Историја
Употреба дрога у спорту сеже вековима уназад, отприлике све до самог проналаска концепта спорта. У давна времена, када су физички најспособнији у народу изабрани за спортисте или борце, они су храњени са засебни јеловником и давани су им третмани који су сматрани корисним за повећање мишића. На пример, скандинавска митологија каже да су Берсеркери могли пити мешавину која се зове „батотенс”, како би знатно повећали своју физичку моћ уз ризик лудила. Једна теорија је да је смеша била припремљена од гљиве Amanita muscaria, мада је то оспоравано.
По неким наводима древне Олимпијске игре у Грчкој су имале облике допинга. У старом Риму, где су трке на кочијама постале велики део њихове културе, спортисти су пили биљне инфузије како би ојачали пре трка на кочијама.
У скорије време, један од учесника британске трке издржљивости, Абрахам Вуд, изјавио је 1807. године да је користио лауданум (који садржи опијате) како би се одржао будним 24 сата док се такмичио са Робертом Барклејем Алардисом. До априла 1877. године, пешачке трке су се протегле на 800 km (500 mi), а следеће године, такође у Пољопривредној дворани у Ислингтону у Лондону, на 840 km (520 mi). Илустроване лондонске вести су укориле догађај речима:
Можда је корисно знати да човек може прећи 520 миља за 138 сати и да може да преживи недељу дана уз бесконачно малу количину одмора, мада не схватамо како би било ко могао бити стављен у положај и да при томе овакве његове способности могу бити од користи [и] шта се може постићи сталним понављањем те чињенице.
Догађај се показао популарним, при чему се свакодневно окупљало 20.000 гледалаца. Охрабрени, организатори су развили идеју и ускоро одржаване сличне трке за бициклисте.
"...и много је вероватније да ће јавно поднети своју беду; уморни пешак, на крају крајева, само седи - уморни бициклиста пада и вероватно доводи до пада других људи. То је много забавније".
Фасцинација шестодневним бициклистичким тркама проширила се преко Атлантика, и иста привлачност изазвала је гомиле и у Америци. И што је више гледалаца плаћало на капији, награде су могле бити веће и јачи је био подстицај возача да остану будни - или да буду будни - да пређу највећу удаљеност. Њиховој исцрпљености су умањивали тимови помагача сличних онима у боксу. Међу третманима које су испоручивали био је нитроглицерин, лек који се користио за стимулацију срца након срчаних напада и који је заслужан за побољшање дисања возача. Бициклисти су патили од халуцинација од исцрпљености и можда и због дрога. Амерички шампион Мејџор Тејлор одбио је да настави трку у Њујорку, рекавши: "Не могу да идем даље са сигурношћу, јер постоји човек који ме гони око круга са ножем у руци."
Реакција јавности се временом окренула се против таквих такмичења, било појединачних трка или у тимовима две особе. Један извештај је навео:
Атлетско такмичење у којем учесници ментално „застрањују“ и напрежу своје способности све док им лица не постану одвратна од мучења којем се излажу, није спорт, то је бруталност. Из извештаја о овом јединственом наступу произилази да су неки од бициклиста заправо привремено полудели током такмичења ... Да би се опоравили, били су потребни дани и недеље неге, а вероватно се неки од њих никада нису опоравили од прекомерног напора.
Отац анаболичких стероида у Сједињеним Државама био је Џон Циглер (1917–1983), лекар америчког тима за дизање тегова средином 20. века. Године 1954, на путовању у Беч са својим тимом за светско првенство, Циглер је од свог руског колеге сазнао да је успех совјетског тима за дизање тегова резултат њихове употребе тестостерона као лека за побољшање перформанси. Одлучивши да је америчким спортистима потребна хемијска помоћ да би остали конкурентни, Циглер је радио са CIBA фармацеутском компанијом на развоју оралног анаболичког стероида. То је резултирало стварањем метандростенолона, који се појавио на тржишту 1960. године под именом Дијанабол. Током Олимпијских игара те године, дански бициклиста Кнуд Енемарк Јенсен срушио се и умро док се такмичио у трци на 100 km (62 mi). Обдукција је касније открила присуство амфетамина и лека названог никотинил тартрат у његовом телу.
Амерички специјалиста за допинг, Мак М. Нович, написао је: „Тренери старе школе који су пружали третмане који су имали базу кокаина изјавили су са сигурношћу да ће бициклиста уморан од шестодневне трке добити други удах након што конзимира ове мешавине.” Џон Хоберман, професор са Универзитета у Тексасу у Остину у Тексасу, рекао је да су шестодневне трке "де факто експерименти који истражују физиологију стреса, као и супстанцу које би могле ублажити исцрпљеност."

## Преваленција
Преко 30% спортиста који су учествовали на Светском првенству у атлетици 2011. признало је да је током каријере користило забрањене супстанце. Према студији коју је наручила Светска антидопиншка агенција (WADA), заправо их је 44% користило. Ипак, само код 0,5% тестираних је допинг потврђен.
Целом руском тиму у атлетици било је забрањено учешће на Олимпијским играма 2016, јер је руска држава спонзорисала и у суштини санкционисала њихов програм допинга.

### Голдманова дилема
Голдманова дилема је питање које је елитним спортистима поставио лекар, остеопата и публициста Боб Голдман, питајући се да ли би узели лек који би им гарантовао успех у спорту, али би после пет година преминули. У његовом истраживању, као и у претходном Миркиновом истраживању, отприлике половина спортиста је одговорила да би узела лек, док су савремена истраживања Џејмса Конора и сарадника су дала много мање бројке, при чему су спортисти који имају нивое прихватања дилеме по бројности били слично заступљени у општој популацији Аустралије